# Château d'Aigremont
Pour les articles homonymes, voir Aigremont.
Le château d'Aigremont est situé dans le quartier des Awirs, au lieu-dit Aigremont, dans la commune belge de Flémalle dans la province de Liège en Région wallonne. Il est situé à 80 mètres au-dessus de la rive gauche de la Meuse et à 17 kilomètres au sud-ouest de Liège.

## Origine du nom Aigremont
Diverses légendes rapportent que le château d'Aigremont tire son nom du duc de Beuves d'Aigremont[réf. souhaitée], protagoniste des plus importants dans les deux légendaires chansons de geste : Chanson des quatre fils Aymon, les quatre fils étant les neveux de Beuves et Chanson de Maugis d'Aigremont, Maugis étant son fils, récits dans lesquels, les principaux personnages sont opposés à Charlemagne.

## Histoire

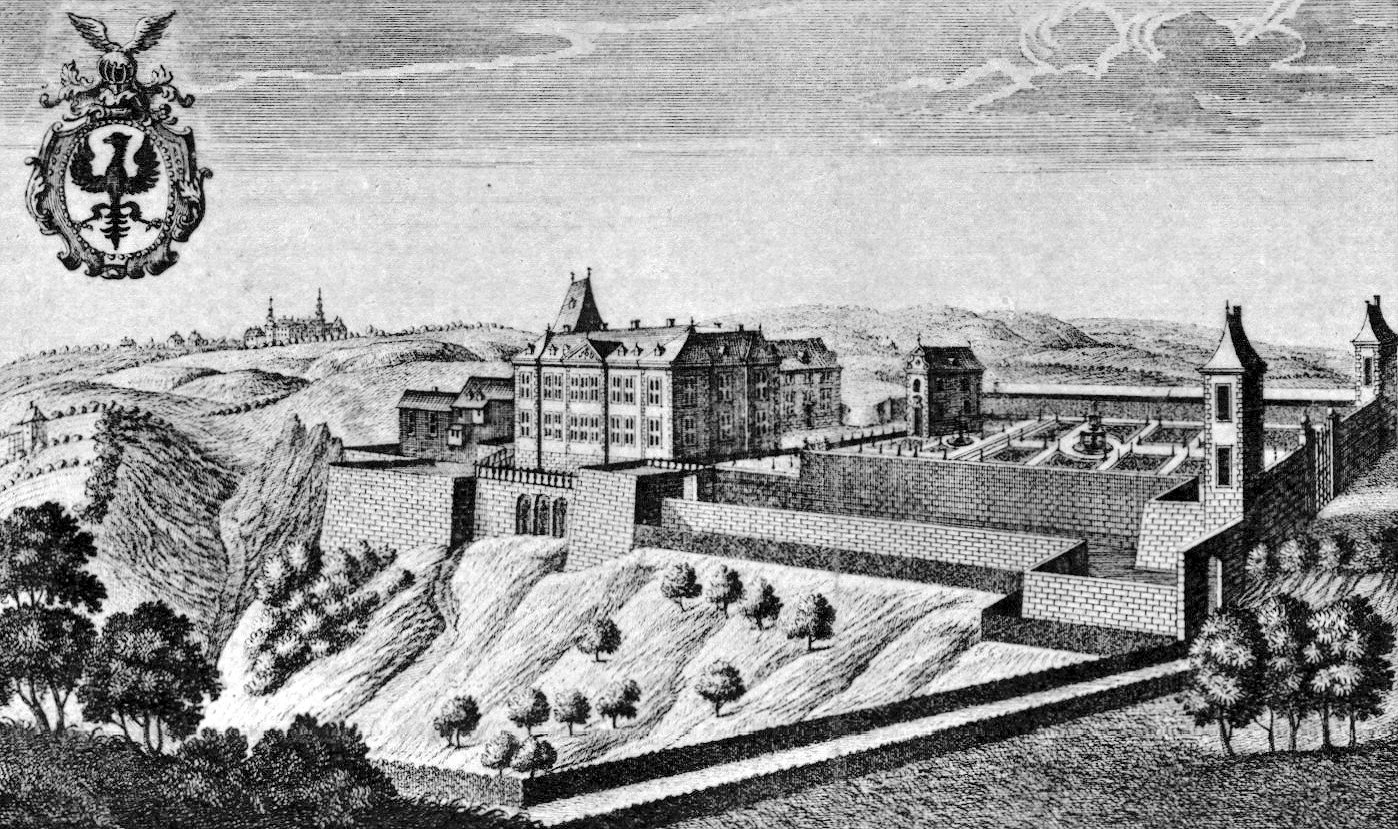
Le château vers 1744

Les origines du château sont assez floues et beaucoup de légendes s’en rapportent (voir Chanson des quatre fils Aymon et Chanson de Maugis d'Aigremont). Cependant, il semble que déjà au Moyen Âge, en l'an 900, on mentionne une forteresse à cet endroit[réf. souhaitée]. Une forteresse qui relèvera de l'autorité de la principauté de Liège, mais en 1715, le chanoine Mathias Clercx acquit la seigneurie pour la transformer en château conçu comme résidence de plaisance. Ainsi, de 1717 à 1727, la forteresse laissera place à un château s'inspirant de l'architecture française de style Louis XIV, en vogue à l'époque, mêlé à la brique rouge typique de la tradition mosane.

## Galerie

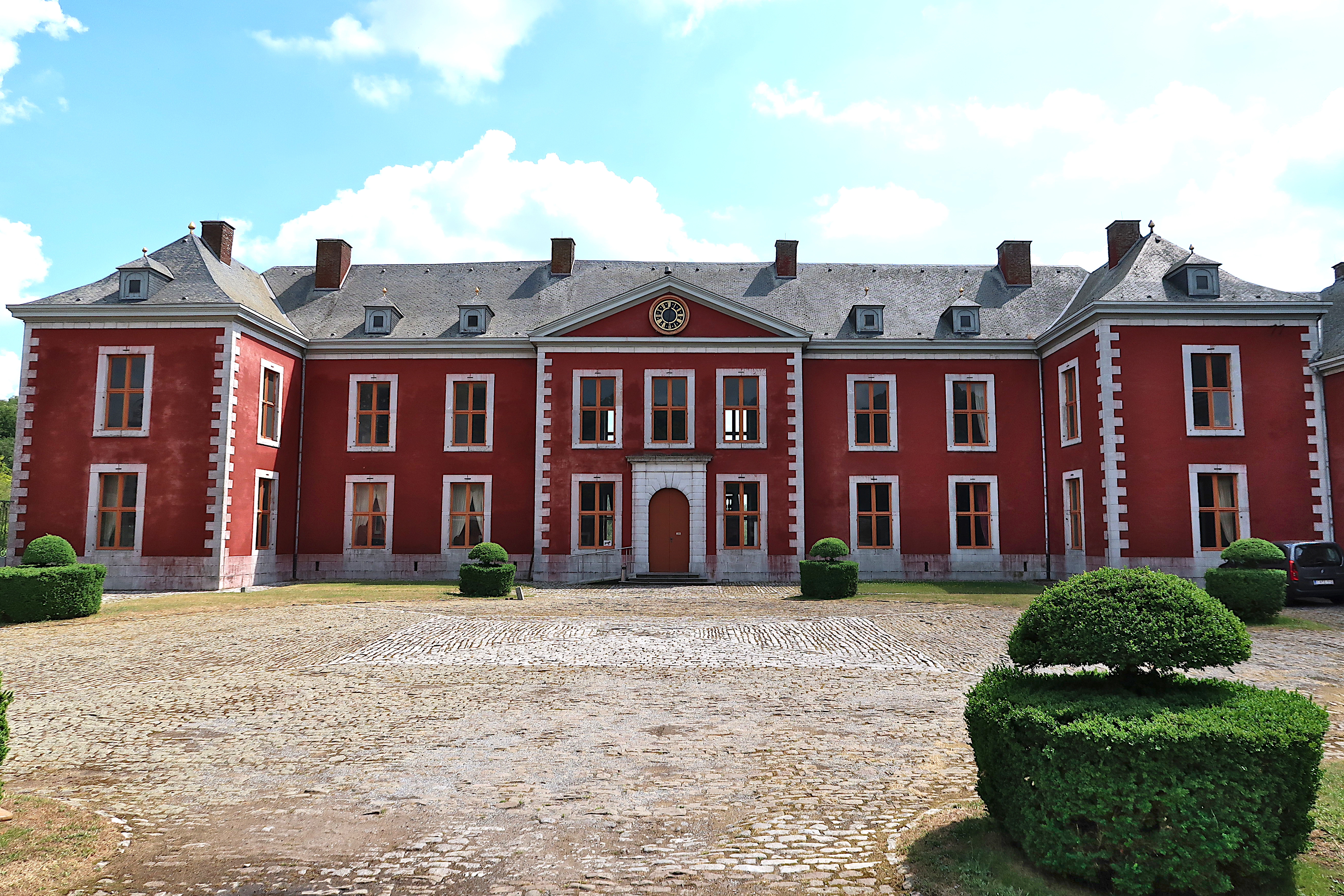
Façade du château
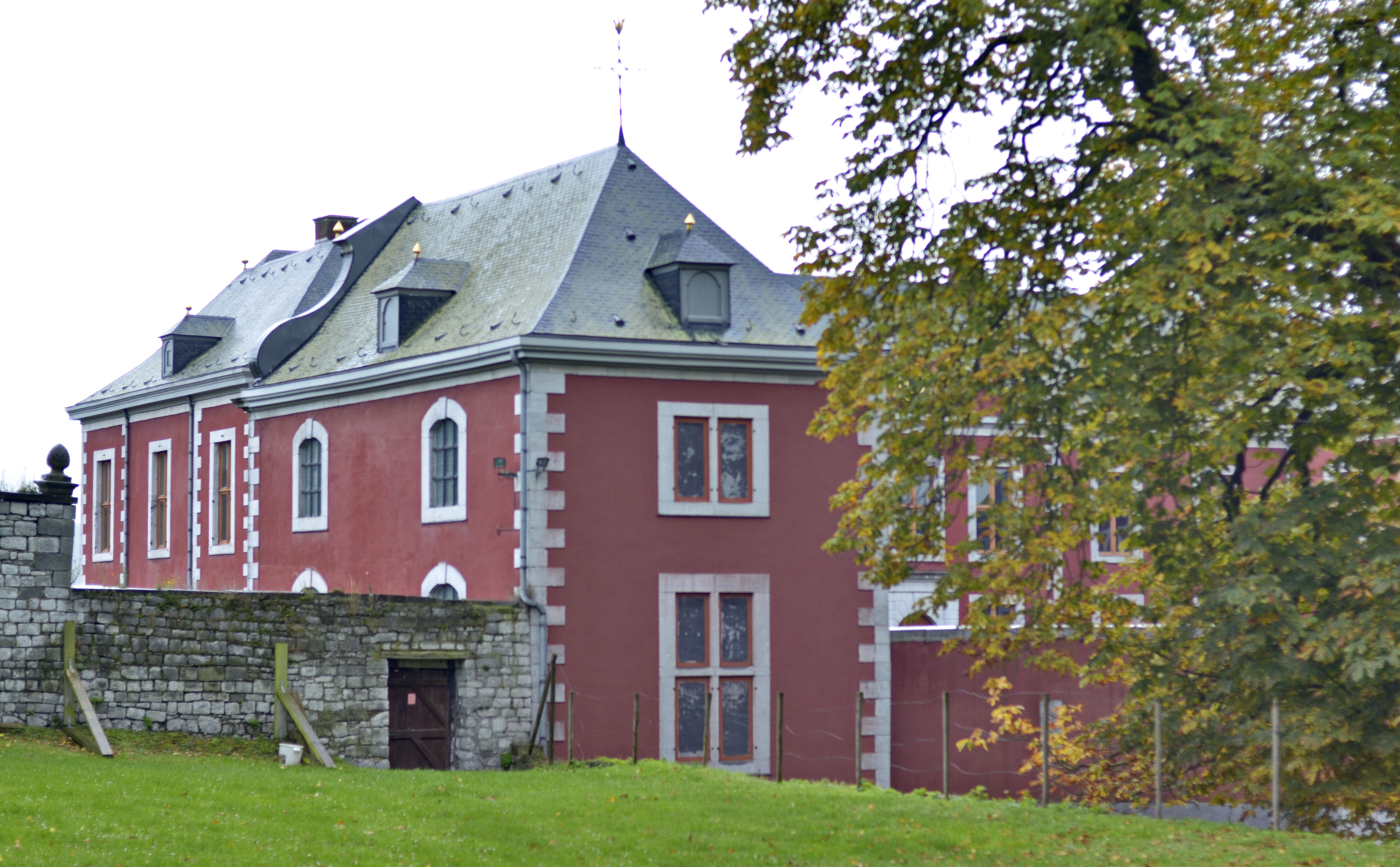
L'arrière du château
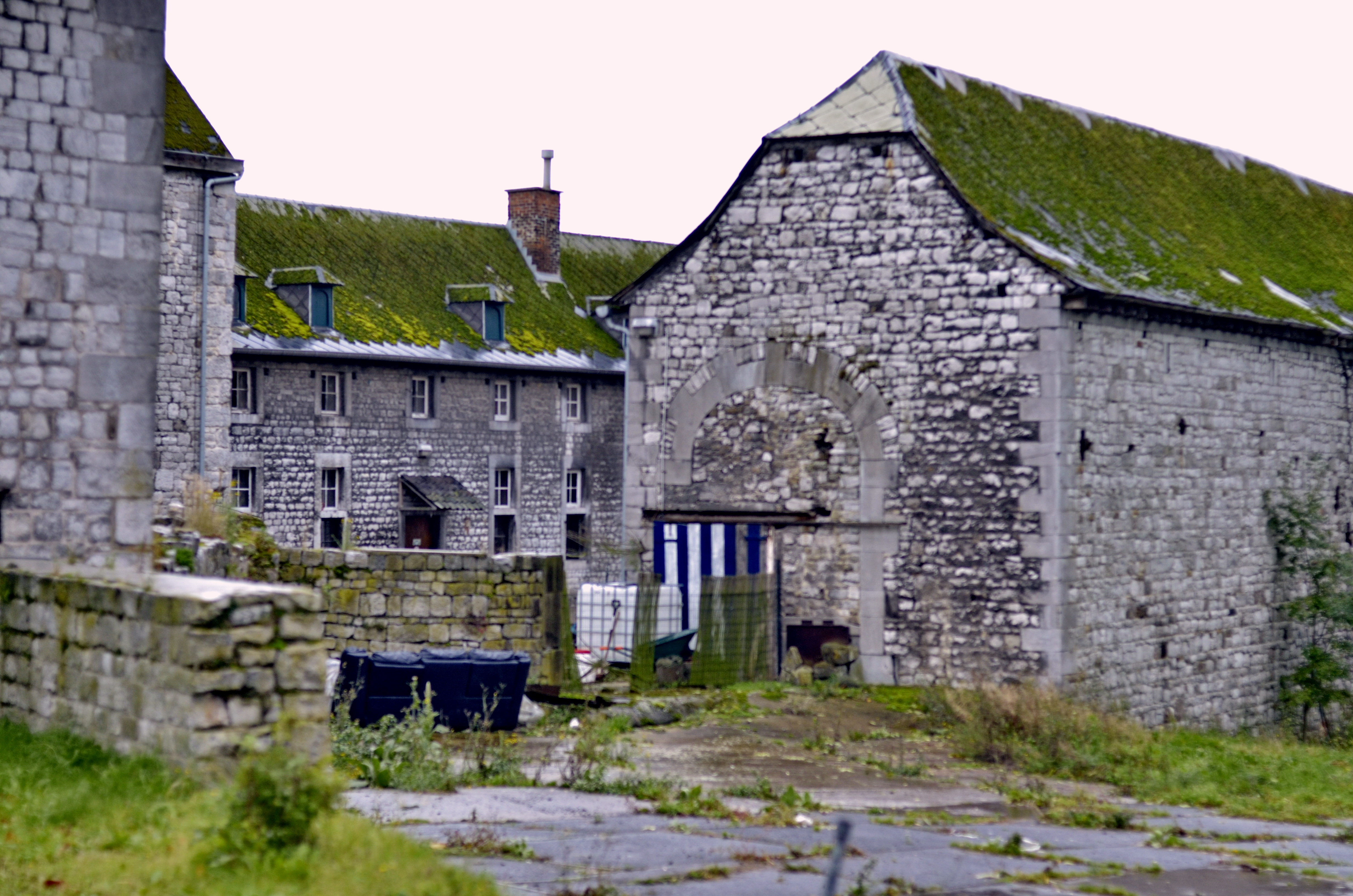
La ferme du château
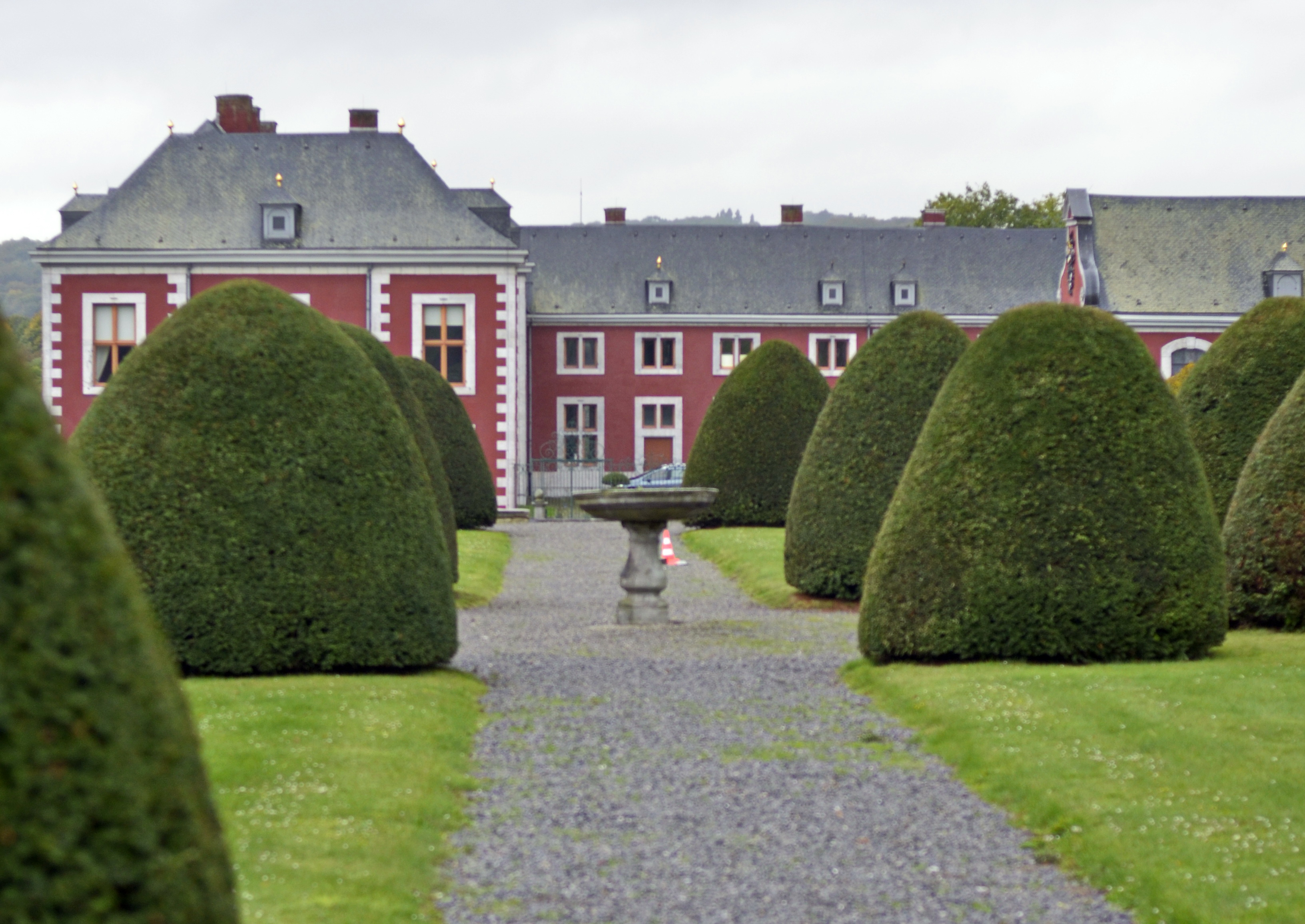
Les jardins du château
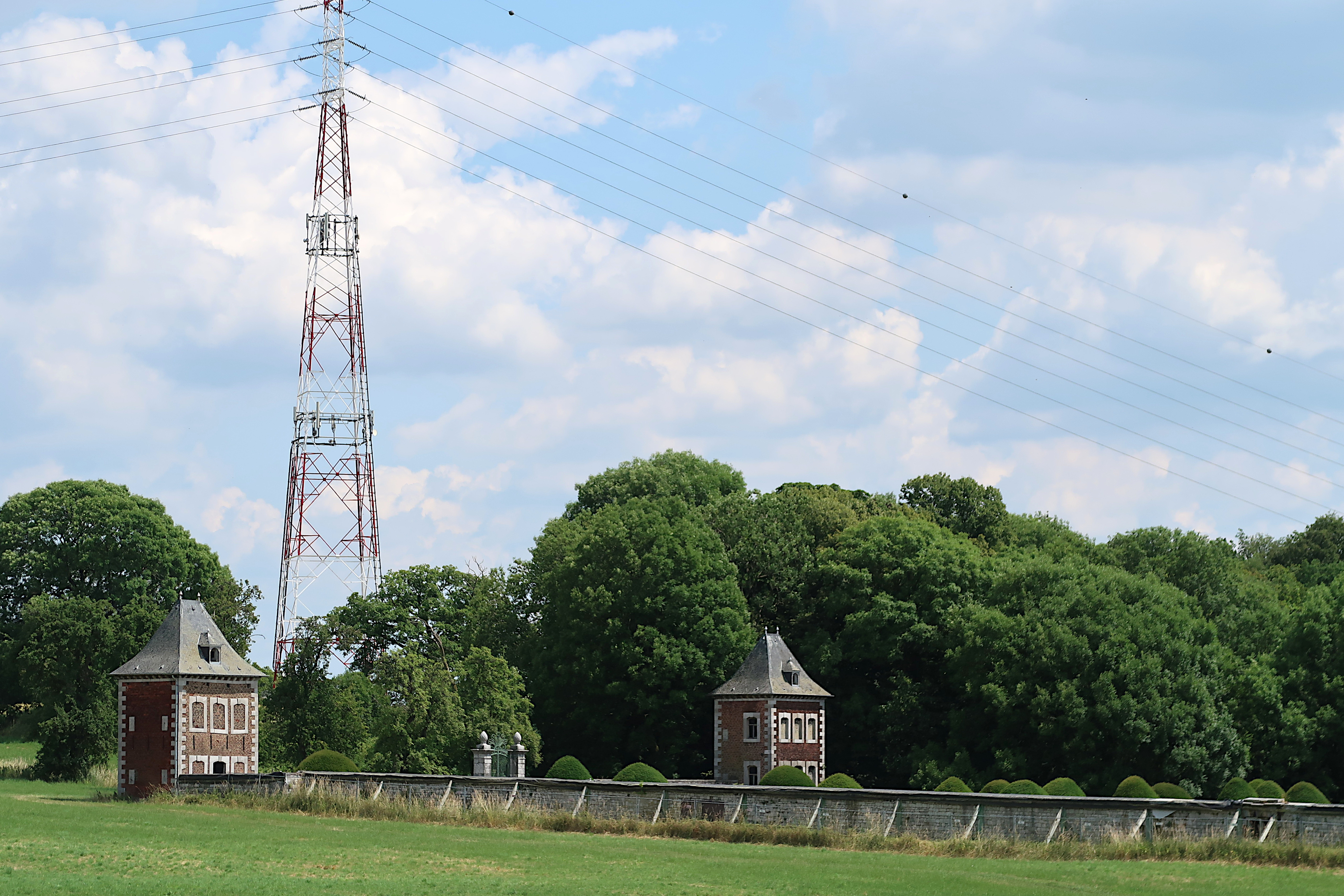
Jardin clos avec deux tours